# ぐるぐるナインティナイン企画。年越しカウントダウンスペシャルシリーズ
- 年越し番組 > ぐるぐるナインティナイン企画。年越しカウントダウンスペシャルシリーズ
- ぐるぐるナインティナイン > ぐるぐるナインティナイン企画。年越しカウントダウンスペシャルシリーズ

ぐるぐるナインティナイン企画・年越しカウントダウンスペシャル!シリーズは、2001年度から2005年度までの5年間、日本テレビ系列で毎年12月31日から翌年1月1日に生放送されていた日本テレビ製作のバラエティ番組・年越し番組。

## 概要
『ぐるぐるナインティナイン』の企画として2001年12月31日の特別番組『ナイナイの皆さーんご一緒にバカヤロースッキリ年越しスペシャル!!』から始まり、この年の悪かった行いを岡村隆史が炎に飛び込んで取り払い、新たな年を迎えたいというところから始まった。そのため、岡村は頭を丸坊主にする。
2002年からこの儀式に向けての修行の模様を放送していた（『ぐるぐるナインティナイン』でも放送されていた）。2004年が最後とされていたが岡村は続行を希望し、結局2005年の年越しも放送されることになった。2004年・2005年については、テレビ大分とテレビ宮崎ではフジテレビ系列とのクロスネット編成の都合で放送されていない。
おぎやはぎの小木博明はこの企画の大ファンで、「2006年の年越しは自分達がこの企画やりたい」と言い出してぐるナイに乱入した。そこで岡村と「ふんどしファイヤー」で勝負し勝利するも、「今年はやらない」という旨を聞き、年明けに放送される特番に出演させてほしいと懇願した。
この企画は2005年の放送をもって終了し、2006年はこの代替として年明けの2007年1月3日に『寿ナイナイの世界!行ったら思わず笑ってしまうとこスペシャル』を編成することになった。当日、ナイナイの2人はニッポン放送で『オールナイトニッポン40周年記念!ナインティナインのオールナイトニッポンずばっと年またぎ!!』を放送した（岡村のみが『NHK紅白歌合戦』にはなたれ小僧の格好で登場し、ブレイクダンスを披露。矢部もそのときNHKにいた）。
2006年から2020年までの年越し特番は『ダウンタウンのガキの使いやあらへんで!!』の『笑ってはいけないシリーズ』を放送した。また、『笑ってはいけないシリーズ』は一貫して全編収録でカウントダウンも行われなかった。
これにより、日本テレビ系列の年越し特番でカウントダウンが行われるのは2021年の『笑って年越したい!!笑う大晦日』まで16年間待つこととなった。なお、『笑う大晦日』にはナイナイの2人もMCの一員として出演した。

## 出演者
- ナインティナイン（岡村隆史・矢部浩之）
- 羽鳥慎一（2001年・2005年、当時日本テレビアナウンサー）
- 豊田順子（2002年・2003年・2004年、日本テレビアナウンサー）

## 見届け人ゲスト
- 雨上がり決死隊、飯島愛、石田純一、伊東四朗、梅沢富美男、榎本加奈子、オセロ、菊川怜、コージー冨田、坂下千里子、品川庄司、高田純次、出川哲朗、中尾彬、林葉直子、原口あきまさ、板東英二、優香ほか（2001年、スタジオゲスト）
- パパイヤ鈴木（2001年）
- 牧瀬里穂（2002年・2003年・2004年）
- 勝村政信（2002年・2003年）
- 高橋克典（2004年）
- 的場浩司（2005年）
- 本上まなみ（2005年）
- 梅沢富美男（2005年）
- 武蔵丸（2005年）

## スタッフ
- 構成：小野高義、松井洋介、田中直人、堀江利幸
- 美術：小野寺一幸、星野充紀（星野→第2回-）、大倉聡明（第5回）
- 編集：麻布プラザ（第1,5回、第2-4回は協力）
- MA：読売映像
- PR：内田直美（第4回-）
- ミキサー：番匠康雄（第1,3回-）、飯塚雄一（第3回-）
- 音効：今野直秀、冨田昌一（冨田→第4回-）
- TK：石島加奈子、桜井えみこ（桜井→第1回はDサブ担当TK）
- デスク：川渕惠子、中山薫
- AP：所俊輔、石原由季子、野田義人（所→第5回、野田→第4回-、第1回はカウントダウン中継担当D、第3回はD）
- エフェクトアドバイザー：ALex
- 舞台監修：谷岡万城男
- ナレーター：多比良健（第3回-）
- 技術協力：日テレ映像センター、日本テレビビデオ、ヌーベルフォース（映像セ→第3回まではNTV映像名義、ヌーベル→第4回まではバーグ名義）
- 協力：日本テレビアート、ジャパンテレビ、俳優座、共立照明、JAE、シミズオクト、有限会社芝崎、メイクアップティメンションズ、糸満市役所、糸満大綱引行事委員会（俳優・JAE・麻布・芝崎・メイク→第3回-、糸満共に→第5回）
- 汐留中継
  - SW：三井隆裕（第5回）
  - CAM：山田祐一（第5回）
  - MIX：鈴木佳一（第5回、第1回はスタジオMIX）
  - ディレクター：中川有以努（中川→第4回-、第1回はツインスター中継担当D、第3回はD）
  - TK：長坂真由美（第5回、第4回まではTK）
  - AD：菊池洋輔（第5回）
- SVサブ
  - TM：古井戸博（第2回はGサブ、第3回はHサブ、第4回はS4サブTM）
  - SW：高田憲一（第5回）
  - MIX：池田正義（第5回）
  - VE：矢田部昭、今野広樹（共に第5回）
  - ディレクター：渡辺政次、山口雅由、丹野樹史（渡辺→第5回、山口→第1回はDサブ担当D、第2回はGサブ、第3回はHサブ、第4回はS4サブD、丹野→第3回はAD、第4回は汐留中継担当D）
  - AD：髙木大輔、金成吾（髙木→第4回は汐留中継担当AD、金→第5回）
- 中継
  - TD：小沢俊博（第4回-）
  - SW：林洋介（第2回-）
  - CAM：砂押秀寿（第3回-）
  - MIX：南雲長忠（第2回-）
  - VE：藤井律男（第4回-）
  - LD：内藤晋（第2回-）、北村裕司（第4回-）
  - ディレクター：長嶺望、塩入修、福岡隆幸、森田篤、倉田敬之、堀金澄彦、荻原実（長嶺→第1回はドン.キホーテ中継担当D、塩入→第1回はドン.キホーテ中継担当AD、第2回はAD、福岡→第1,2回はAD、森田→第3,4回はAD、倉田→第1回はカウントダウン中継担当AD、荻原→第3回まではAD・第4回は汐留中継D、長嶺・塩入・福岡・倉田→第3回はD、第4回は汐留中継D、堀金→第5回）
  - AD：姉崎正広、馬場良仁、林博史（共に第5回）
- 演出：海野裕二（第2回-、第1回はカウントダウン中継担当D）、前田直彦（第3回-、第1,2回はディレクター）、長島一泰、諏訪一三、落合仁（長島→第1回はアメ横中継担当D、諏訪→第1回はスタジオD、長島・諏訪→第3回はD、落合→第1回は団地中継担当D、第2,5回は演出、第4回汐留中継担当D）
- 総合演出：宮下仁志（第2回-、第1回は演出）、伊藤慎一
- プロデューサー：松崎聡男／坪倉大輔、榎元美由紀、高橋郁男、鈴木希巳江、柳井誠也、高家宏明（鈴木→第1回はAP、坪倉・柳井→第5回）
- チーフプロデューサー：安岡喜郎（第4回-）
- 制作協力：吉本興業、TV-S!ON、ZION、ビアーズ、日本テレビエンタープライズ
- 製作著作：日本テレビ

### 過去のスタッフ
- 構成：安達元一、鮫肌文殊、ひめはじめ、桝本壮志、松林健（共に第1回）
- 中継
  - ディレクター：玉置孝典（アメ横）／森洋介（ツインスター）／小野剛寛、小川剛（聖路加）／大八木直（空撮）（共に第1回）
  - 技術：依田幹雄（アメ横）／永井健一（ツインスター）／野坂督（団地）／長野正次（ドン.キホーテ）／林浩一（聖路加）／平山章（カウントダウン）（共に第1回）
  - TD：森田恭章（第2回）、小峰祐司（第3回、第2回はVE）
  - CAM：岩倉康弘（第2回）
  - VE：萩野谷直樹（第3回）
  - AD：小林剛（第1回、団地）
- スタジオ
  - ディレクター：大澤宏一郎、上利竜太（共に第1回）
  - AD：中本訓彦、波多野俊介（共に第1回）
  - SW：村松明（第1回）
  - CAM：渡辺滋雄（第1回）
  - VE：笈川太（第1回）
  - LD：小笠原雅登（第1回）
- Dサブ
  - ディレクター：栗原甚（第1回）
  - 技術：川畑勝歳（第1回）
  - TK：福岡由紀（第1回）
  - DSS：田中綾（第1回）
- Gサブ
  - TD：吾妻光良（第1回はTM）
  - VE：小澤郁彌（第2回）
- Hサブ
  - TD：伊東聡（第3回）
  - VE：三山隆浩（第3回）
- S4サブ
  - TD：高橋一徳（第4回）
  - SW：高梨正利（第4回）
  - MIX：手塚浩通（第4回）
  - VE：八木一夫（第4回）
  - ディレクター：中屋満、田仲芳幸（共に第4回、中屋→第1回はスタジオD、中屋・山口→第2回はGサブ、第3回はHサブD、田仲→第2,3回はD）
- 汐留中継
  - SW：落合弘祐（第4回）
  - CAM：茅野竜徳（第4回）
  - MIX：赤沢知弘（第4回）
- 美術：栗原純二（第1-4回）、野村武司（第1回）
- ミキサー：島崎敏晴（第2回）
- 編集：IMAGICA（第2-4回）
- 音効：秋山武（第1回）
- TK：柏木梨佐（第1,2回）
- ナレーション：バッキー木場（第1回）
- デスク：本郷直（第1回）
- 広報：神山喜久子（第1回）、杉山克美（第2回）、一杉早智（第3回）
- リサーチ：フォーミュレーション（第1,2回）
- 企画協力：河内俊昭（第1回）
- 技術協力：共立、テレテック（共に第1回）、トムキャット（第1,2回）、IMAGICA（第3,4回、第2回はイマジカ名義）
- 協力：タカハシレーシング、朝日航洋、アガサス（共に第1回）、ギミック、倉田プロモーション（第1,2回）
- AD：橋本伸行（第1回）、小野博行（第2回）、山口元基（第3,4回）
- イベント運営：渡辺義人、内藤智子、光岡裕子（共に第1回）
- 中継コーディネーター：古山晃、木藤憲治、渡辺禎（共に第1回）
- ディレクター：村上剛、熊井将仁（村上→第1回はスタジオD、熊井→第1回はスタジオAD、共に第2回）
- 演出：三枝幹直（第4回、第1回はカウントダウン中継担当D、第3回はD）
- プロデューサー：川邊哲也（第1回）、中島毅（第1-4回）
- チーフプロデューサー：桜田和之（第1-3回）
- 制作協力：Sp!ce Factory（第1回）

## 岡村の挑戦・オチ
- 2001年12月31日 21:00 - 2002年1月1日 0:30 「ナイナイの皆さーんご一緒にバカヤロースッキリ年越しスペシャル!!」
  - カウントダウン火炎巨大ロボット突入 → 宝船 → 尻のアップ（製作著作 日本テレビ）
- 2002年12月31日 23:15 - 2003年1月1日 1:00 「ナイナイのカウントダウンで炎に突入せよ!!」
  - カウントダウン炎突入 → ゴザ渡り → 尻のアップ（制作著作 日本テレビ）
- 2003年12月31日 23:15 - 2004年1月1日 1:00 「ナイナイ巨大丸太をカウントダウンで受け止めよ!スペシャル」
  - 太鼓のバチの巨大火炎丸太キャッチ → 綱渡り → 尻のアップ（制作著作 日テレ）
- 2004年12月31日 23:15 - 2005年1月1日 1:00 「ナイナイの年越し最終章 炎の巨大ダルマに突入せよ!!」
  - 炎の巨大ダルマキャッチ → 尻のアップ「いい湯だな」の替え歌（製作著作 日テレ）
- 2005年12月31日 23:00 - 2006年1月1日 0:55 「ナイナイの夢と笑いが丸い地球を救うのだ!!岡村カウントダウンで炎の大玉を受け止めよ!!」
  - 巨大炎大玉キャッチ → 尻のアップ「ハイサイおじさん」の替え歌（製作著作 日テレ）